# Métropole orthodoxe grecque d'Allemagne
La Métropole orthodoxe grecque d'Allemagne est une juridiction de l'Église orthodoxe en Allemagne. Son siège est à Bonn et elle est rattachée canoniquement au Patriarcat œcuménique de Constantinople. L'évêque porte le titre de Métropolite d'Allemagne et Exarque d'Europe centrale.
La metropole comprend plus de 70 paroisses de plus de 150 lieux de culte. Environ 450 000 chrétiens orthodoxes notamment grecs, et dans une moindre mesure d'origine roumaine appartiennent aux paroisses. C'est le plus grand diocèse orthodoxe l'Allemagne.

## Histoire
Le culte grec a été célébré à Leipzig depuis les années 1700 dans la Griechenhaus (de). Des paroisses orthodoxes existent en Allemagne depuis le XIXe siècle. Dans les années 1960, lorsque des travailleurs grecs sont venus en Allemagne en grand nombre, c'est l'archidiocèse de Thyatire et de Grande-Bretagne basé à Londres qui s'occupait d'eux, jusqu'à ce qu'une métropole propre pour l'Allemagne ait été fondée le 5 février 1963, dans le cadre d'une réorganisation des paroisses grecques de la diaspora. Depuis août 1969, la Métropole orthodoxe grecque de l'Allemagne est aussi exarchat de l'Europe centrale.